# Potton (Québec)
Pour l’article homonyme, voir Potton (Bedfordshire).
Potton est une municipalité de canton dans Memphrémagog, en Estrie, au Québec (Canada). 

## Histoire
« Le canton de Potton, proclamé en 1797, et la municipalité de canton homonyme érigée en 1845 tirent leur appellation d'une ville d'Angleterre située dans le Bedfordshire, près du village de Sutton ».

## Géographie
Son territoire comprend les villages et hameaux de Dunkin, Highwater, Knowlton Landing, Leadville, Mansonville, Potton Springs et Vale Perkins.
La rivière Missisquoi Nord traverse la municipalité du nord au sud jusqu'à Highwater, où elle conflue avec
la rivière Missisquoi, qui traverse le sud-ouest la municipalité. 
Potton est traversée par la route 243.

## Démographie
| 1991  | 1996  | 2001  | 2006  | 2011  | 2016  | 2021  |
| ----- | ----- | ----- | ----- | ----- | ----- | ----- |
| 1 603 | 1 690 | 1 741 | 1 790 | 1 849 | 1 852 | 2 012 |

## Administration
Les élections municipales se font en bloc pour le maire et les six conseillers.
| Potton Maires depuis 2001                                                                                            |                      |         |          |
| Élection | Maire                | Qualité | Résultat |
| 2001 | Claude Laplume       |         | Voir     |
| 2005 | Claude Laplume       | Voir    |          |
| 2009 | Jacques Marcoux      |         | Voir     |
| 2013 | Louis Pierre Veillon |         | Voir     |
| 2017 | Jacques Marcoux (2)  |         | Voir     |
| 2021 | Bruno Côté           |         | Voir     |
| Élection partielle en italique Depuis 2005, les élections sont simultanées dans toutes les municipalités québécoises |                      |         |          |

## Attraits
La station de ski Owl's Head, ouverte le 18 décembre 1965 par Fred Korman, est situé sur le territoire de la municipalité de Potton. En 2019, le golf et la montagne de ski Owl's Head sont vendus à un groupe formé d'investisseurs québécois pour la somme de 16,1 millions de dollars. 
Le mont Éléphant est également situé dans la municipalité.